# Elisabeth-Anne Bisset
Pour les articles homonymes, voir Bisset.
 (mai 2025).
Elisabeth-Anne Bisset, née en 1800 à Londres, est une harpiste et compositrice britannique.

## Œuvres
Elle compose notamment pour harpe, et on peut mentionner parmi ses compositions les plus connues une Fantaisie brillante (1840) ; The sailor’s Adieu (1842), une Ballade...